# Alex Avila
Alex Avila Alexander (né le 29 janvier 1987 à Pembroke Pines, Floride, États-Unis) est un ancien receveur de la Ligue majeure de baseball.
Il représente les Tigers de Détroit au match des étoiles 2011 et remporte la même année un Bâton d'argent.

## Carrière

### Tigers de Détroit

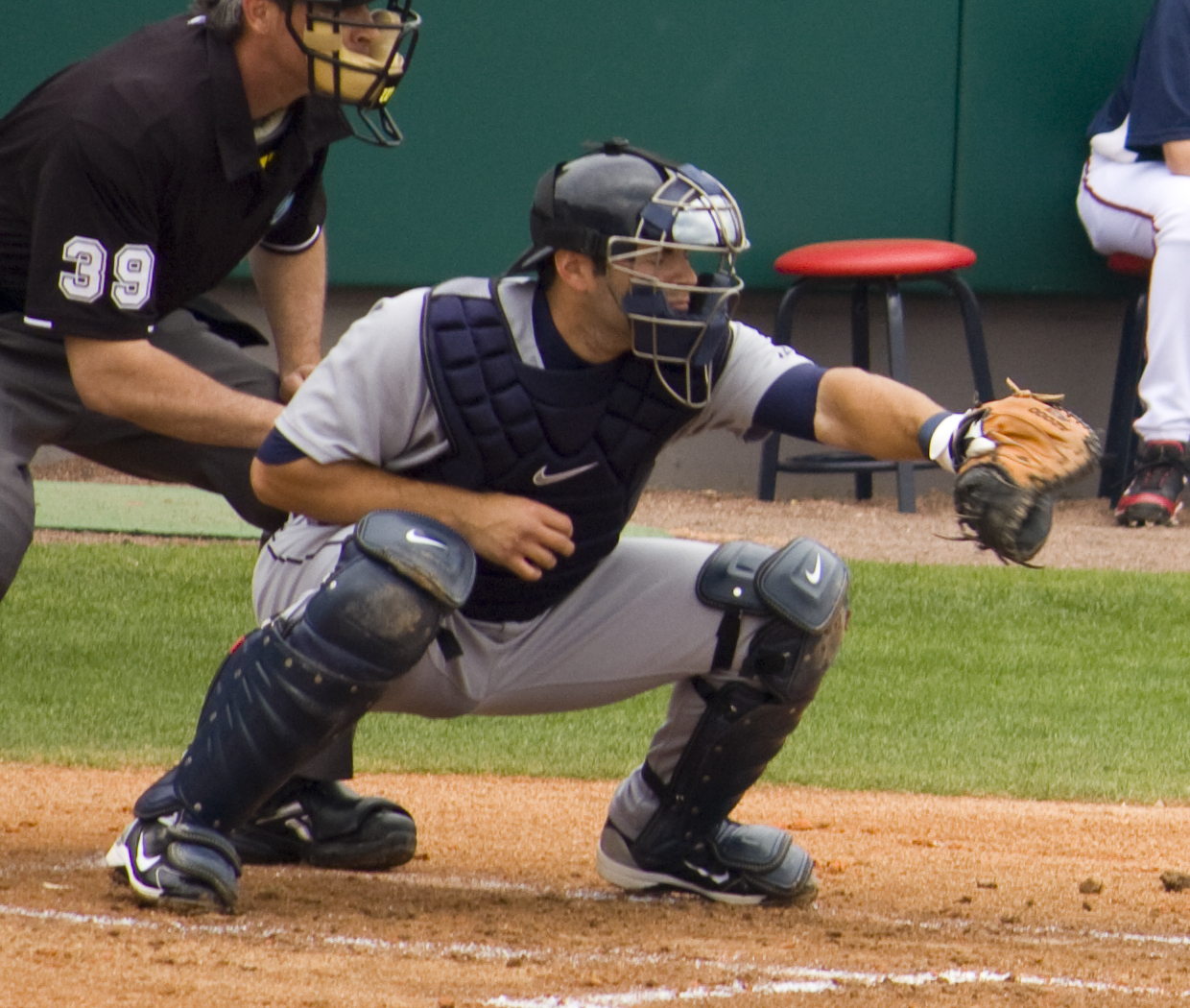
Alex Avila à sa position de receveur pour les Tigers en 2010.

Après ses études secondaires à l'Archbishop McCarthy High School de Fort Lauderdale (Floride), Alex Avila est repêché en 2005 par les Tigers de Détroit. Il décline l'offre afin de poursuivre ses études supérieures à l'université de l'Alabama où il porte les couleurs du Crimson Tide et est sélectionné All-American.
Il rejoint les rangs prpfessionnels en juin 2008, après le repêchage amateur où il est choisi par les Tigers de Détroit au cinquième tour de sélection. 

#### Saison 2009
Après seulement une saison et demie passée en ligues mineures où sa puissance au bâton fait merveille, il débute en Ligue majeure le 6 août 2009. Avila confirme au plus haut niveau, enregistrant cinq coups de circuit en 29 matchs sous l'uniforme des Tigers en 2009.

#### Saison 2010
À sa saison recrue en 2010, Avila dispute 104 parties avec les Tigers et produit 31 points.

#### Saison 2011

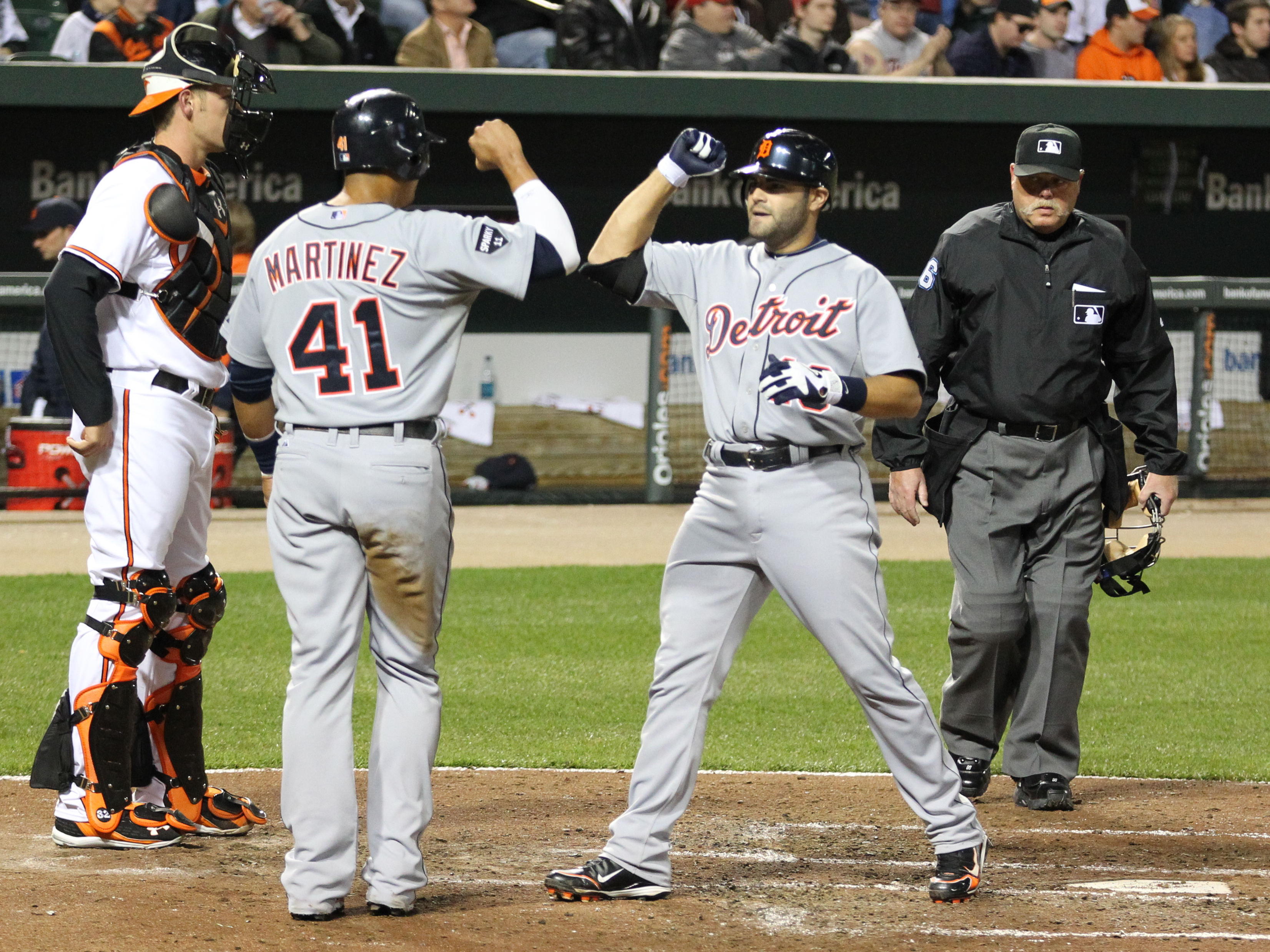
Alex Avila est accueilli au marbre par son coéquipier Víctor Martínez après avoir marqué un point.

Il s'impose en 2011 avec une moyenne au bâton de ,295, 19 coups de circuit et 82 points produits. Il apparaît dans 141 matchs, dont 133 derrière le marbre à la position de receveur. Ses performances lui valent à la mi-saison une première sélection au match des étoiles, où il est voté sur la formation de départ de l'équipe de la Ligue américaine. Il remporte pour la première fois de sa carrière un Bâton d'argent, remis au meilleur receveur offensif de la ligue. Il est aussi honoré par quelques votes au scrutin déterminant le joueur par excellence de la Ligue américaine. Il termine 12e, loin derrière le gagnant Justin Verlander.

### White Sox de Chicago
Le 25 novembre 2015, Avila signe un contrat de 2,5 millions de dollars pour une saison chez les White Sox de Chicago.
En 57 matchs joués comme receveur substitut à Dioner Navarro des White Sox, il ne frappe que pour une faible moyenne au bâton de ,213 avec 7 circuits.

### Retour à Détroit
Le 23 décembre 2016, Avila retourne chez les Tigers de Détroit, acceptant un contrat de deux millions de dollars pour une saison pour être le receveur substitut de James McCann. Mais avec McCann qui joue moins bien que prévu et est éventuellement blessé, Avila joue davantage de matchs que celui dont il devait être le substitut et livre des performances au-delà des espérances des Tigers. En 77 matchs des Tigers en 2017, Avila maintient une moyenne au bâton de 274 avec 11 circuits.

### Cubs de Chicago
Le 31 juillet 2017, les Tigers échangent Alex Avila et le lanceur de relève gaucher Justin Wilson aux Cubs de Chicago pour un joueur à nommer plus tard et deux joueurs des ligues mineures, l'arrêt-court Isaac Paredes et le joueur de troisième but Jeimer Candelario.

### Diamondbacks de l'Arizona
Il rejoint les Diamondbacks de l'Arizona le 31 janvier 2018.

## Vie personnelle
Alex Avila est le fils d'Al Avila, dirigeant de baseball nommé en 2015 directeur général des Tigers de Détroit. Son grand-père Ralph Avila fut un vice-président des Dodgers de Los Angeles. Son parrain est Tommy Lasorda.

## Statistiques
| Saison | Équipe               | G   | AB   | R   | H   | 2B  | 3B | HR | RBI | SB | BA    |
| ------ | -------------------- | --- | ---- | --- | --- | --- | -- | -- | --- | -- | ----- |
| 2009   | Détroit              | 29  | 61   | 9   | 17  | 4   | 0  | 5  | 14  | 0  | 0,279 |
| 2010   | Détroit              | 104 | 294  | 28  | 67  | 12  | 0  | 7  | 31  | 2  | 0,228 |
| 2011   | Détroit              | 141 | 464  | 63  | 137 | 33  | 4  | 19 | 82  | 3  | 0,295 |
| 2012   | Détroit              | 116 | 367  | 42  | 89  | 21  | 2  | 9  | 48  | 2  | 0,243 |
| 2013   | Détroit              | 102 | 330  | 39  | 75  | 14  | 1  | 11 | 47  | 0  | 0,227 |
| 2014   | Détroit              | 124 | 390  | 44  | 85  | 22  | 0  | 11 | 47  | 0  | 0,218 |
| 2015   | Détroit              | 67  | 178  | 21  | 34  | 5   | 0  | 4  | 13  | 0  | 0,191 |
| 2016   | Chicago WS           | 57  | 169  | 19  | 36  | 6   | 0  | 7  | 11  | 0  | 0,213 |
| 2017   | Détroit Chicago Cubs | 112 | 311  | 41  | 82  | 13  | 1  | 14 | 49  | 0  | 0,264 |
| 2018   | Arizona              | 80  | 194  | 13  | 32  | 6   | 0  | 7  | 20  | 0  | 0,165 |
| Totaux | Totaux               | 932 | 2758 | 319 | 654 | 136 | 8  | 94 | 362 | 7  | 0,237 |

Note : G = Matches joués ; AB = Passages au bâton; R = Points ; H = Coups sûrs ; 2B = Doubles ; 3B = Triples ; 
HR = Coup de circuit ; RBI = Points produits ; SB = Buts volés ; BA = Moyenne au bâton.